# 大列車作戦
『大列車作戦』（だいれっしゃさくせん、原題：The Train）は、1964年制作のフランス・イタリア・アメリカ合衆国の戦争映画。
ナチス・ドイツによるフランス占領当時のジュ・ド・ポーム国立美術館の館長ローズ・ヴァランのノンフィクション「美術戦線」（僅か3ページの記述）を原作に、フランスの製作者ジュールス・ブリッケンが ジョン・フランケンハイマー監督、バート・ランカスター主演で映画化。クランクイン1963年8月上旬、クランクアップ1964年3月末。

## あらすじ
1944年8月、第二次世界大戦末期、占領下フランスのパリ。ジュ・ド・ポーム美術館では依然としてゴーギャン、ルノワール、ゴッホ、マネ、ピカソ、ドガ、ミロ、セザンヌ、マチス、ブラック、スーラ、ユトリロといった名だたる芸術家の名画が展示されていた。これらはいわゆる退廃芸術の一部であったものの、美術品愛好家のドイツ将校ヴァルトハイム大佐の取り計らいによって燃やされることもなく保護されていたのである。しかし、連合国軍が迫り、パリ解放間近と噂される中、ヴァルトハイム大佐はついにこれらの美術品を略奪し、列車によってドイツ本国へと運び出そうとする。
美術館長のヴィラール女史はこれを阻止すべく、対独抵抗運動に接触し、操車係長のラビッシュをはじめとするフランス国鉄鉄道員らにサボタージュ作戦の展開を依頼する。長らく抵抗運動の一員として活動し、多くの仲間を失ってきたラビッシュは「たかが絵」のために命を投げ出すことに懐疑的だったが、これら芸術品が「フランスの誇り」であると語る仲間に説得され、ヴィラールに協力することを決めたのだった。
一方、ドイツ軍司令部では既に撤退の準備が進められており、司令官フォン・ルービッツ将軍は「たかが絵」のために貴重な列車を割り当てることはできないと考えていたが、美術品に異様な執着を見せるヴァルトハイムに言いくるめられて列車を1両割り当てることを認めた。やがて戦況悪化の中でこの決定も取り消されたが、ヴァルトハイムは命令を無視し、独断で列車を出発させた。
そして、ラビッシュたちは機関車のエンジンに細工をしたり、列車を脱線させるなど、美術品輸送列車を遅延させようと様々な工作を展開していくが、サボタージュに感づいたヴァルトハイムの報復によって抵抗運動のメンバーは一人また一人と倒れていく。
ラビッシュは美術品略奪阻止へ、ひとり立ち向かって行く。線路に爆薬を仕掛けて機関車を爆破しようとするが、ヴァルトハイムは一般市民を機関車の周りに縛り付け、「人間の盾」にしていた。やむを得ず、ラビッシュは機関車が差し掛かる前に線路だけを爆破する。ヴァルトハイムは列車の後ろのレールを前方に移動させ、線路を修復して進行を続ける。
ラビッシュは先回りして、レールの犬釘を抜いて行く。美術品列車は警戒しながら徐行していたが、犬釘の抜けた個所に気づいた時には間に合わず、列車は脱線して線路から外れてしまう。ヴァルトハイムは走行不能になった列車をあきらめ、敗走するトラック部隊が通りかかったのを止めさせ、ドイツ兵士たちに美術品をトラックに積むよう命令する。しかし、指揮官がやって来てそれを拒否し、トラック部隊は走り去って行く。「人間の盾」にされていた市民たちは、その場で銃殺されてしまう。
ひとり取り残されたヴァルトハイムに、ラビッシュが対峙する。ヴァルトハイムは「お前は何を守ったのだ。お前に芸術が理解できるのか？ 芸術は、それを理解する人のためにある。これらの絵画は、私のような人間のために描かれたのだ！」と、誇大妄想的な演説をぶつ。ラビッシュは言葉ではそれに答えず、累々たる市民の遺体を振り返ってから、ヴァルトハイムを射殺する。画面は、置き去りにされた美術品の木箱と、市民たちの遺体とを、交互にカットバックする。
ひとり歩き去って行くラビッシュの後姿には、勝者の晴れがましさは無かった。

## キャスト
| 役名                                 | 俳優                     | 日本語吹替                                | 日本語吹替                            |
| 役名                                 | 俳優                     | NETテレビ旧版                             | NETテレビ新版                         |
| ------------------------------------ | ------------------------ | ----------------------------------------- | ------------------------------------- |
| ポール・ラビッシュ                   | バート・ランカスター     | 久松保夫                                  | 久松保夫                              |
| フランツ・フォン・ヴァルトハイム大佐 | ポール・スコフィールド   | 池田忠夫                                  | 池田忠夫                              |
| クリスティーヌ                       | ジャンヌ・モロー         | 楠侑子                                    | 中西妙子                              |
| ヴィラール女史                       | シュザンヌ・フロン       | 寺島信子                                  | 寺島信子                              |
| ブール機関士                         | ミシェル・シモン         | 雨森雅司                                  | 金井大                                |
| ヘーレン少佐                         | ヴォルフガング・プライス | 千葉耕市                                  | 小林修                                |
| ディドン                             | アルベール・レミー       | 細井重之                                  | 内海賢二                              |
| ペスケ                               | シャルル・ミロ           | 富田耕生                                  |                                       |
| フォン・ルービッツ将軍               | リヒャルト・ムンシュ     |                                           |                                       |
| 駅長ジャック                         | ジャック・マラン         |                                           |                                       |
| スピネット                           | ポール・ポニファ         |                                           | 真木恭介                              |
| シュミット                           | ジャン・ブシャール       |                                           | 山内雅人                              |
| シュヴァルツ                         | ドナルド・オブライエン   |                                           | 仁内建之                              |
| オクターヴ                           | ジャン＝ピエール・ゾラ   |                                           |                                       |
| ピルツァー                           | アート・ブラウス         |                                           |                                       |
| 将校                                 | ジャン＝クロード・ベルコ |                                           |                                       |
| ディートリヒ                         | ハワード・ヴァ－ノン     |                                           |                                       |
| 不明 その他                          |                          |                                           | 寺島幹夫 緑川稔                       |
|                                      |                          |                                           |                                       |
| 演出                                 | 演出                     |                                           | 小林守夫                              |
| 翻訳                                 | 翻訳                     |                                           | 木原たけし                            |
| 効果                                 |                          |                                           |                                       |
| 調整                                 |                          |                                           |                                       |
| 制作                                 | 制作                     |                                           | 東北新社                              |
| 解説                                 | 解説                     | 淀川長治                                  | 増田貴光                              |
| 初回放送                             | 初回放送                 | 1970年4月5日 『日曜洋画劇場』 21:00-23:26 | 1973年 11月3日・10日 『土曜映画劇場』 |

※ハピネットから2023年4月5日に発売の「吹替シネマ2023」シリーズ第1弾『大列車作戦-日本語吹替音声収録 HD リマスター版-』にはNETテレビ新版の日本語吹替（2時間枠音源、正味約98分）を収録。一部音源の無い部分はオリジナル音声・日本語字幕となる。また吹替部分のみをシームレスで再生できる「日本語完全版再生機能」を搭載。